# Ергольдінг
Ергольдінг (нім. Ergolding) — громада в Німеччині, знаходиться в землі Баварія. Підпорядковується адміністративному округу Нижня Баварія. Входить до складу району Ландсгут.
Площа — 37,16 км2. Населення становить 12 871 ос. (станом на 31 грудня 2020).